# Svatovsko groblje
Svatovsko groblje je nekropola stećaka. Nalazi se uz staru rimsku i poslije karavansku cestu. Makadamski put vodi od Morina do Kalinovika. O Svatovskom groblju postoji narodna pjesma. Prema prvoj legendi, ovo je groblje nastalo kad je bila ženidba mostarskog bega Lakšiča koji je preprosio djevojku nevesinjskom begu Aliji Ljuboviću. Taj događaj opjevan je u narodnoj pjesmi. Prema toj legendi lijepo vrijeme koje je pratilo svatove koji su lijepu Hajku djevojku iz Zagorja vodili put Nevesinja pretvorilo se u nevrijeme s ledenom olujom te se svi svati posmrzavaše. Narodna pjesma je sa sretnim završetkom. Prema drugoj legendi, ovdje su se srele dvije svatovske kolone i nisu se htjele maknuti jedna drugoj s puta te zbog prkosa zametnuo se boj u kojem su svi izginuli. Prema trećoj legendi ovdje je bio boj dviju vojska koji je potrajao dok jedni drugim sabljama nisu odsjekli glave, a i obezglavljeni su "mahali sabljama".
Vrlo blizu Svatovskog groblja je lokacija Majdani. Na njoj se vadio kamen za stećke. Ostali su do danas veliki neobrađeni blokovi kamena koji nisu dospjeli do konačnog proizvoda, možda jer naručitelju li majstoru nisu odgovarali, ili su pripremljeni blokovi ostali, a bogumilski naručitelji i majstori nestali.

## Vanjske poveznice
- Župa Nevesinje Svatovsko groblje